# Doutrina Monroe

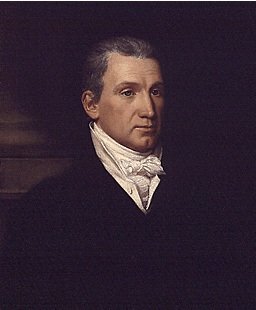
Retrato de James Monroe, óleo sobre tela de John Vanderlyn

A chamada Doutrina Monroe foi anunciada pelo presidente americano James Monroe (presidente de 1817 a 1825) em sua mensagem ao Congresso em 2 de dezembro de 1823.
Julgarmos propícia esta ocasião para afirmar, como um princípio que afeta os direitos e interesses dos Estados Unidos, que os continentes americanos, em virtude da condição livre e independente que adquiriram e conservam, não podem mais ser considerados, no futuro, como suscetíveis de colonização por nenhuma potência europeia […] (Mensagem do Presidente James Monroe ao Congresso dos EUA, 1823)
A frase que resume a doutrina é: "América para os americanos".
O seu pensamento consistia em três pontos:
- a não criação de novas colônias nas Américas;
- a não intervenção nos assuntos internos dos países americanos;
- a não intervenção dos Estados Unidos em conflitos relacionados aos países europeus como guerras entre estes países e suas colônias.

A Doutrina reafirmava a posição dos Estados Unidos contra o colonialismo europeu, inspirando-se na política isolacionista de George Washington, segundo a qual "a Europa tinha um conjunto de interesses elementares sem relação com os nossos ou senão muito remotamente" (Discurso de despedida do Presidente George Washington, em 17 de Setembro de 1796), e desenvolvia o pensamento de Thomas Jefferson, segundo o qual "a América tem um Hemisfério para si mesma", o qual tanto poderia significar o continente americano como o seu próprio país.
O governo dos Estados Unidos, na época um país recém-independente, que havia alcançado sua independência há apenas 2 gerações (40 anos),  temia que as potências europeias vitoriosas, as quais emergiam do Congresso de Viena (1814-1815) revivessem seus impérios coloniais nas Américas.  À medida que as revolucionárias guerras napoleônicas (1803-1815) terminavam, a Prússia, a Áustria e a Rússia formavam a Santa Aliança para defender o monarquismo. Em particular, a Santa Aliança autorizou incursões militares para restabelecer o domínio dos Bourbon sobre a Espanha como também sob suas colônias, que estavam na época estabelecendo sua independência.
À época, a Doutrina Monroe representava uma séria advertência não só à Santa Aliança, como também ao próprio Império Britânico (com quem os americanos haviam travado recentemente a Guerra de 1812), embora seu efeito imediato, o país norte americano não possuía uma marinha e um exército confiáveis na época. É muito importante ressaltar que os Estados Unidos nesta época ainda estava longe de ser considerado sequer uma potência regional. De qualquer forma, a formulação da Doutrina ajudou a Grã-Bretanha a frustrar os planos europeus de recolonização da América e permitiu que os Estados Unidos continuassem a dilatar as suas fronteiras na direção do Oeste. Essa expansão no continente americano teve como pressuposto o Destino Manifesto, e marcou o início da política expansionista do país no continente.
Na época, a reação na América Latina à Doutrina Monroe foi geralmente favorável, mas em algumas ocasiões suspeita. John Crow, autor de The Epic of Latin America, afirma: "O próprio Simón Bolívar, ainda no meio de sua última campanha contra os espanhóis, Santander na Colômbia, Rivadavia na Argentina, Victoria no México - líderes dos  movimentos de emancipação em todos os lugares - receberam as palavras de Monroe com a mais sincera gratidão". Crow argumenta que os líderes da América Latina eram realistas. Em seu contexto histórico, eles sabiam que o Presidente dos Estados Unidos exercia muito pouco poder na época, particularmente sem o apoio das forças britânicas, e descobriram que a Doutrina Monroe era inaplicável se os Estados Unidos estivessem sozinhos contra a Santa Aliança. Enquanto eles apreciavam e louvavam seu apoio no norte, eles sabiam que o futuro de sua independência estava nas mãos dos britânicos e da sua poderosa marinha. Em 1826, Bolívar apelou ao seu Congresso do Panamá para sediar a primeira reunião "Pan-Americana". Nos olhos de Bolívar e seus homens, a Doutrina Monroe devia tornar-se nada mais do que uma simples ferramenta de política nacional dos estadunidenses. De acordo com Crow, "não deveria ser, e nunca foi destinado a ser uma carta de ação hemisférica concertada".

## Política expansionista
A partir do final do século XIX, os Estados Unidos deram um caráter imperialista à doutrina Monroe e começaram a fortalecer sua influência militar, econômica e política na região do Caribe, inclusive através de intervenções militares. O objectivo é transformar este mar das Caraíbas num mare nostrum devido à sua importância estratégica.
Entre 1891 e 1912, realizaram uma série de intervenções militares: 1891, Haiti; 1895, Nicarágua; 1898, Porto Rico e Cuba; 1899, Nicarágua; 1902, Venezuela; 1903, República Dominicana e Colômbia; 1904, República Dominicana e Guatemala; 1906-1903, Cuba; 1907, República Dominicana; 1909-1910, Nicarágua; 1910-1911 Honduras; 1912, Cuba, Nicarágua e República Dominicana (fora do Caribe, a ação militar é tomada contra o Chile em 1891).
Ao praticar a "diplomacia do dólar", realizam intervenções financeiras que conduzem ao estabelecimento de controlos americanos sobre as finanças de vários Estados (Honduras, Nicarágua, República Dominicana, Haiti). Eles adquiriram territórios como Porto Rico depois da guerra contra a Espanha em 1898, e as Ilhas Virgens, compradas da Dinamarca em 1917. Alguns Estados são colocados sob um status próximo ao protetorado, como Cuba, em virtude da emenda Platt e da aquisição da base naval de Guantánamo, e Panamá, em virtude da Constituição panamenha (elaborada com a participação do cônsul americano) e do destacamento permanente de forças americanas na área do canal. 